# Puchar Danii w piłce siatkowej mężczyzn (2019/2020)
Puchar Danii w piłce siatkowej mężczyzn 2019/2020 – 44. sezon rozgrywek o siatkarski Puchar Danii. Zainaugurowany został 15 listopada 2019 roku. Brały w nim udział kluby z VolleyLigaen, 1. division oraz 2. division.
Rozgrywki składały się z 1/8 finału, ćwierćfinałów oraz turnieju finałowego, w ramach którego rozegrano półfinały, mecz o 3. miejsce i finał.
Turniej finałowy odbył się w dniach 21-22 lutego 2020 roku w Ceres Park Hal 1 w Aarhus. Siódmy Puchar Danii w historii klubu zdobył Gentofte Volley, który w finale pokonał Marienlyst Odense.
MVP turnieju został zawodnik Gentofte Volley – Sebastian Mikelsons.

## System rozgrywek
Rozgrywki o Puchar Danii w sezonie 2019/2020 składały się z 1/8 finału, ćwierćfinałów oraz turnieju finałowego, w ramach którego rozegrano półfinały, mecz o 3. miejsce oraz finał.
W każdej rundzie o awansie decydował jeden mecz rozegrany w ramach pary. Przed każdą rundą odbywało się losowanie par, z tym że drużyny rozstawione na miejscach 1-8 nie mogły na siebie wpaść przed ćwierćfinałem, natomiast drużyny rozstawione na miejscach 1-4 – przed półfinałem. Drużyny rozstawione na miejscach 1-2 rozgrywki rozpoczynały od ćwierćfinałów.
Drużyny rozstawione zostały na podstawie miejsc zajętych w VolleyLigaen, tj. najwyższej klasie rozgrywek klubowych w Danii, w sezonie 2018/2019.

## Drużyny uczestniczące
| VolleyLigaen 10 drużyn | VolleyLigaen 10 drużyn |
| ---------------------- | ---------------------- |
| Aalborg Volley         | ćwierćfinał            |
| Amager VK              | 1/8 finału             |
| ASV Elite              | 4. miejsce             |
| Gentofte Volley        | 1. miejsce             |
| Hvidovre VK            | ćwierćfinał            |
| Ishøj Volley           | ćwierćfinał            |
| Marienlyst Odense      | 2. miejsce             |
| Middelfart VK          | 1/8 finału             |
| Nordenskov UIF         | 3. miejsce             |
| VK Vestsjælland        | 1/8 finału             |

| 1. division 3 drużyny | 1. division 3 drużyny |
| --------------------- | --------------------- |
| DTU Volley            | 1/8 finału            |
| Gentofte Volley 2     | ćwierćfinał           |
| Ikast KFUM            | 1/8 finału            |

| 2. division 1 drużyna | 2. division 1 drużyna |
| --------------------- | --------------------- |
| ASV Aarhus 4          | 1/8 finału            |

### Drużyny rozstawione
| Nr | Drużyna           |
| -- | ----------------- |
| 1  | Gentofte Volley   |
| 2  | Hvidovre VK       |
| 3  | Marienlyst Odense |
| 4  | Middelfart VK     |
| 5  | Nordenskov UIF    |
| 6  | Ikast KFUM        |
| 7  | ASV Elite         |
| 8  | VK Vestsjælland   |

## Rozgrywki

### 1/8 finału
| 23.11.2019    | Ikast KFUM | 0:3 (17:25, 20:25, 10:25) | Ishøj Volley | Hyldgårdsskolens Hal B, Ikast                                |  |
| 17:00 (UTC+1) |            | raport                    |              | Widzów: 78 Sędziowie: Nicklas Kjær Thomsen i Morten Andersen |  |

| 19.11.2019    | ASV Aarhus 4 | 0:3 (17:25, 21:25, 13:25) | Marienlyst Odense | Aarhus Idrætspark, Aarhus                                   |  |
| 20:00 (UTC+1) |              | raport                    |                   | Widzów: 75 Sędziowie: Carsten Høll Kristensen i Jan Søgaard |  |

| 16.11.2019    | DTU Volley | 1:3 (25:23, 15:25, 14:25, 21:25) | Nordenskov UIF | Engelsborghallen, Kongens Lyngby             |  |
| 15:00 (UTC+1) |            | raport                           |                | Sędziowie: Sten Storgaard i Michael Andersen |  |

| 15.11.2019    | Gentofte Volley 2 | 3:2 (16:25, 25:19, 25:23, 16:25, 15:9) | Middelfart VK | Kildeskovshallen, Gentofte                         |  |
| 20:00 (UTC+1) |                   | raport                                 |               | Widzów: 240 Sędziowie: Kristian Lund i Tim Poulsen |  |

| 16.11.2019    | ASV Elite | 3:1 (25:20, 26:24, 29:31, 25:21) | Amager VK | Aarhus Idrætspark, Aarhus                                          |  |
| 16:00 (UTC+1) |           | raport                           |           | Widzów: 123 Sędziowie: Morten Engborg Klein i Rasmus Birkholm Jess |  |

| 24.11.2019    | VK Vestsjælland | 1:3 (24:26, 28:26, 24:26, 24:26) | Aalborg Volley | Korsørhallen, Korsør                                 |  |
| 14:00 (UTC+1) |                 | raport                           |                | Widzów: 180 Sędziowie: Jan Herneth i Morten Andersen |  |

### Ćwierćfinały
| 26.01.2020    | Ishøj Volley                                 | 0:3 (15:25, 20:25, 22:25) | Marienlyst Odense   | Ishøj Idræts & Fritidscenter, Ishøj              |  |
| 16:00 (UTC+1) | Andis Cimoška 13 pkt Clayton Couchman 13 pkt | raport                    | Jacob Brinck 13 pkt | Sędziowie: Rasmus Birkholm Jess i Sten Storgaard |  |

| 26.01.2020    | Hvidovre VK                              | 1:3 (19:25, 25:17, 22:25, 21:25) | Nordenskov UIF       | Frihedens Idrætscenter, Hvidovre         |  |
| 15:00 (UTC+1) | Steen Sørensen 10 pkt Dan Starkey 10 pkt | raport                           | Malachi Murch 17 pkt | Sędziowie: Jan Herneth i Morten Andersen |  |

| 23.01.2020    | Gentofte Volley 2             | 0:3 (20:25, 17:25, 13:25) | Gentofte Volley    | Kildeskovshallen, Gentofte                          |  |
| 18:30 (UTC+1) | Andersen Mikkel Møller 13 pkt | raport                    | Tobias Kjær 18 pkt | Widzów: 225 Sędziowie: Tim Poulsen i Sten Storgaard |  |

| 25.01.2020    | ASV Elite          | 3:1 (24:26, 25:20, 25:23, 25:19) | Aalborg Volley                                 | Aarhus Idrætspark, Aarhus                                      |  |
| 15:00 (UTC+1) | Niklas Riis 28 pkt | raport                           | Mads Hilligsøe 17 pkt Patrick Jørgensen 17 pkt | Widzów: 180 Sędziowie: Nicklas Kjær Thomsen i Jørgen Gramstrup |  |

### Półfinały
| 21.02.2020    | Marienlyst Odense   | 3:2 (25:21, 25:22, 26:28, 13:25, 15:10) | Nordenskov UIF            | Ceres Park Hal 1, Aarhus                                  |  |
| 13:00 (UTC+1) | Jacob Brinck 15 pkt | raport                                  | Thomas Heptinstall 21 pkt | Widzów: 250 Sędziowie: Tim Poulsen i Nicklas Kjær Thomsen |  |

| 21.02.2020    | Gentofte Volley       | 3:0 (25:19, 25:19, 25:12) | ASV Elite              | Ceres Park Hal 1, Aarhus                                       |  |
| 17:00 (UTC+1) | Mads Møllgaard 19 pkt | raport                    | Kristian Vinther 8 pkt | Widzów: 575 Sędziowie: Jørgen Gramstrup i Rasmus Birkholm Jess |  |

### Mecz o 3. miejsce
| 22.02.2020   | Nordenskov UIF            | 3:1 (25:22, 25:19, 22:25, 29:27) | ASV Elite                | Ceres Park Hal 1, Aarhus                                     |  |
| 9:00 (UTC+1) | Thomas Heptinstall 22 pkt | raport                           | Sebastian Højlund 12 pkt | Widzów: 240 Sędziowie: Nicklas Kjær Thomsen i Sten Storgaard |  |

### Finał
| 22.02.2020    | Marienlyst Odense   | 0:3 (18:25, 22:25, 17:25) | Gentofte Volley    | Ceres Park Hal 1, Aarhus                              |  |
| 13:30 (UTC+1) | Jacob Brinck 21 pkt | raport                    | Tobias Kjær 16 pkt | Widzów: 700 Sędziowie: Michael Andersen i Jan Herneth |  |

## Klasyfikacja końcowa
| Miejsce | Drużyna           |
| ------- | ----------------- |
| 1       | Gentofte Volley   |
| 2       | Marienlyst Odense |
| 3       | Nordenskov UIF    |
| 4       | ASV Elite         |